# Tatuaj

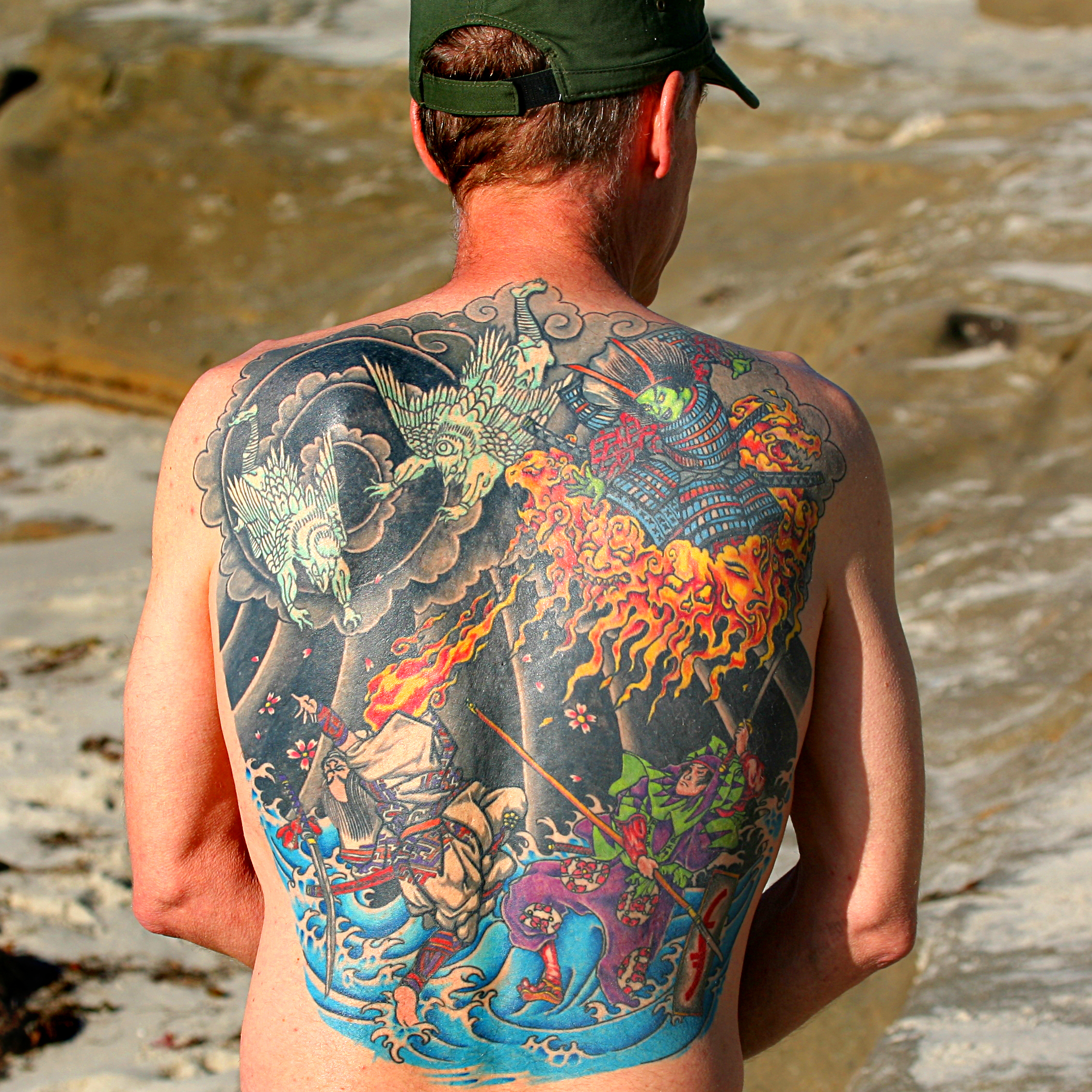
Tatuaj acoperind întregul spate

Tatuajul este o formă de artă apărută cu mii de ani în urmă. Acesta se realiza la început cu ajutorul unor ustensile din os, care aveau aspectul unor dălți zimțate.
Tatuajul este practic introducerea de tuș într-un strat superficial al pielii, astfel putându-se crea diferite motive.
Deși la început tatuajele aveau rolul de a marca funcția unui individ într-un trib, acesta a fost preluat de europeni și de alte națiuni, modificându-i funcția într-una artistică.
Astăzi, tatuajele se execută în saloane specializate, care oferă condiții optime realizării unei astfel de lucrări (curățenie, aparatură profesională, personal specializat).
Modul de realizare a tatuajelor s-a modificat foarte mult în ultimele două sute de ani, în zilele noastre utilizându-se aparate special concepute pentru așa ceva, iar simplele modele de altă dată au fost înlocuite cu motive florale, simboluri chinezești etc., ajungându-se chiar la portrete de o calitate și fidelitate remarcabilă.